# Sóc bay
Sóc bay có tên khoa học là Pteromyini hay Petauristini, là một tông của 44 loài sóc (Họ Sóc).

## Mô tả
Có bộ lông xám đen, mắt to đen, chiều dài khoản 15 cm từ đầu đến đuôi, có đuôi bóng hình dẹp, có màng cánh.

## Phân loại
Loài lớn nhất là Sóc bay lông len (Eupetaurus cinereus). Hai loài thuộc chi Glaucomys (Glaucomys sabrinus và Glaucomys volans) có nguồn gốc từ Bắc Mỹ, còn Sóc bay Xibia (Pteromys volans) có nguồn gốc từ Bắc Âu.
- Pliopetaurista
  - Pliopetaurista kollmanni Daxner-Höck, 2004[1]

Thorington và Hoffman (2005) chia thành 15 chi sóc bay trong hai Phân bộ.
Bộ Pteromyini – Sóc bay
- Phân bộ Glaucomyina
  - Chi Eoglaucomys
    - Eoglaucomys fimbriatus - Sóc bay Kashmir

  - Chi Glaucomys – Sóc bay Tân Thế giới (Sóc bay Mỹ), Bắc Mỹ
    - Glaucomys volans - Sóc bay phương Nam
    - Glaucomys sabrinus - Sóc bay phương Bắc

  - Chi Hylopetes, Đông Nam Á
    - Hylopetes alboniger - Sóc bay đen trắng
    - Hylopetes baberi - Sóc bay Afghanistan
    - Hylopetes bartelsi - Sóc bay Bartel
    - Hylopetes lepidus - Sóc bay má xám
    - Hylopetes nigripes - Sóc bay Palawan
    - Hylopetes phayrei - Sóc bay Đông Dương
    - Hylopetes platyurus - Sóc bay Jentink
    - Hylopetes sipora - Sóc bay Sipora
    - Hylopetes spadiceus - Sóc bay má đỏ
    - Hylopetes winstoni - Sóc bay Sumatra

  - Chi Iomys, Malaysia và Indonesia
    - Iomys horsfieldi - Sóc bay Java, Sóc bay Horsfield
    - Iomys sipora - Sóc bay Mentawi

  - Chi Petaurillus – Sóc bay lùn, Đảo Borneo và Bán đảo Mã Lai
    - Petaurillus emiliae - Sóc bay lùn nhỏ
    - Petaurillus hosei - Sóc bay lùn Hose
    - Petaurillus kinlochii - Sóc bay lùn Selangor

  - Chi Petinomys, Đông Nam Á
    - Petinomys crinitus - Sóc bay Basilan
    - Petinomys fuscocapillus - Sóc bay Travancore
    - Petinomys genibarbis - Sóc bay râu bạc
    - Petinomys hageni - Sóc bay Hagen
    - Petinomys lugens - Sóc bay Siberut
    - Petinomys mindanensis - Sóc bay Mindanao
    - Petinomys sagitta - Sóc bay nhanh
    - Petinomys setosus - Sóc bay Temminck
    - Petinomys vordermanni - Sóc bay Vordermann
- Phân bộ Pteromyina
  - Chi Aeretes, Đông Bắc Trung Quốc
    - Aeretes melanopterus - Sóc bay răng rãnh, Sóc bay Bắc Trung Hoa

  - Chi 'Aeromys – Sóc bay đen lớn, Thái Lan tới Borneo
    - Aeromys tephromelas - Sóc bay đen
    - Aeromys thomasi - Sóc bay Thomas

  - Chi Belomys, Đông Nam Á
    - Belomys pearsonii - Sóc bay lông chân rậm

  - Chi Biswamoyopterus, Ấn Độ và Bangladesh
    - Biswamoyopterus biswasi - Sóc bay Namdapha

  - Chi Eupetaurus, Kashmir; Loài hiếm
    - Eupetaurus cinereus - Sóc bay lông len

  - Chi Petaurista, Đông Nam Á
    - Petaurista alborufus - Sóc bay khổng lồ đỏ trắng
    - Petaurista elegans - Sóc bay khổng lồ đốm
    - Petaurista magnificus - Sóc bay khổng lồ Hodgson
    - Petaurista nobilis - Sóc bay khổng lồ Bhutan
    - Petaurista philippensis - Sóc bay khổng lồ Ấn Độ
    - Petaurista xanthotis - Sóc bay khổng lồ Trung Hoa
    - Petaurista leucogenys - Sóc bay khổng lồ Nhật Bản
    - Petaurista petaurista - Sóc bay khổng lồ đỏ
    - Petaurista mechukaensis - Sóc bay khổng lồ Mechuka: mới phát hiện ở bang Arunachal Pradesh, phía Bắc Ấn Độ.[2][3]
    - Petaurista mishmiensis - Sóc bay khổng lồ đồi Mishmi: mới phát hiện ở bang Arunachal Pradesh, phía Bắc Ấn Độ.[2][3]

  - Chi Pteromys – Sóc bay Cựu Thế giới, Phần Lan tới Nhật Bản
    - Pteromys volans - Sóc bay Xibia: Bờ biển Thái Bình Dương tới Biển Baltic
    - Pteromys momonga - Sóc bay lùn Nhật Bản

  - Chi Pteromyscus, Nam Thái Lan tới Borneo
    - Pteromyscus pulverulentus - Sóc bay Smoky

  - Chi Trogopterus, Trung Quốc
    - Trogopterus xanthipes